# Morris (automerk)

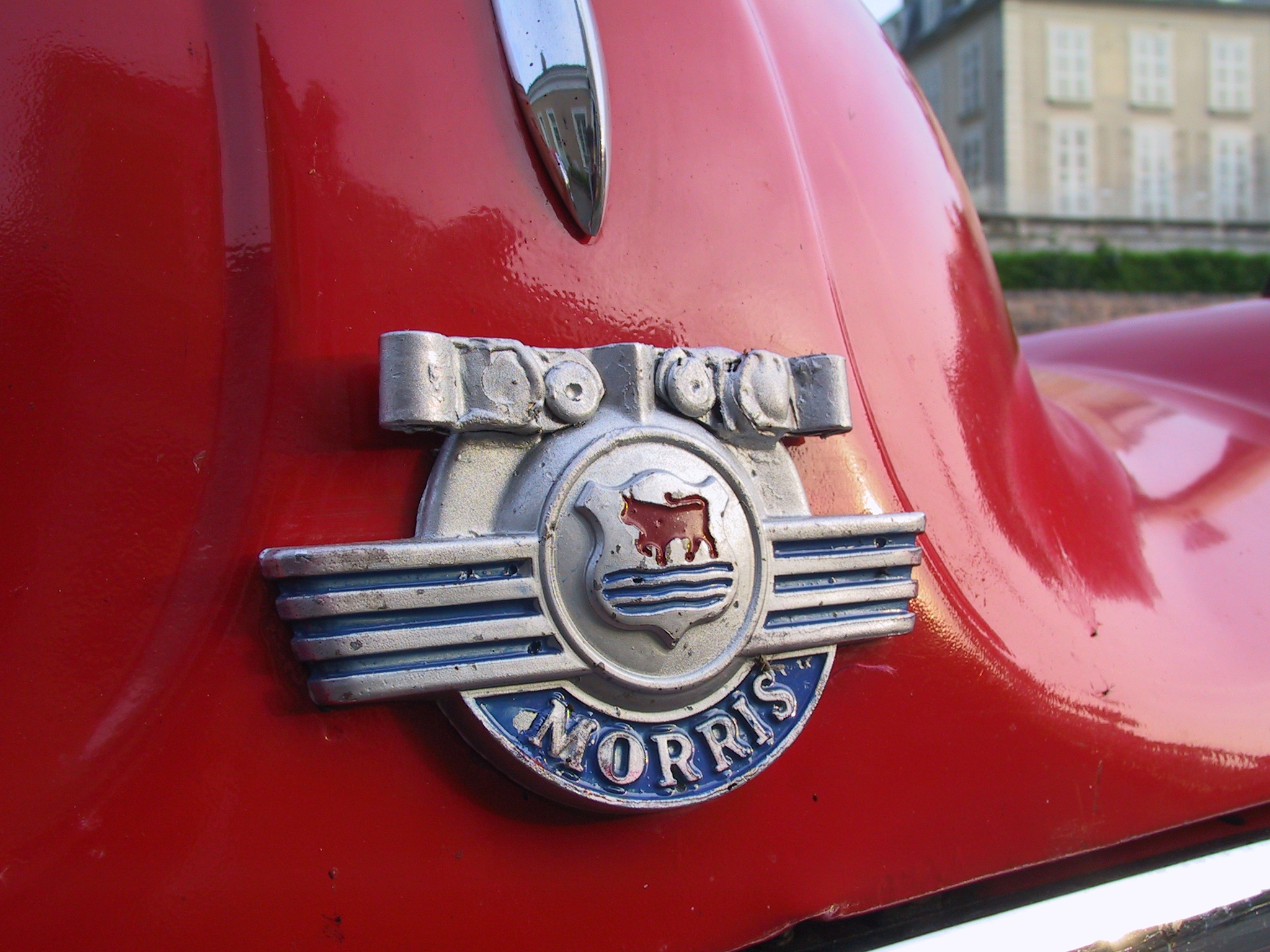
Het logo van Morris

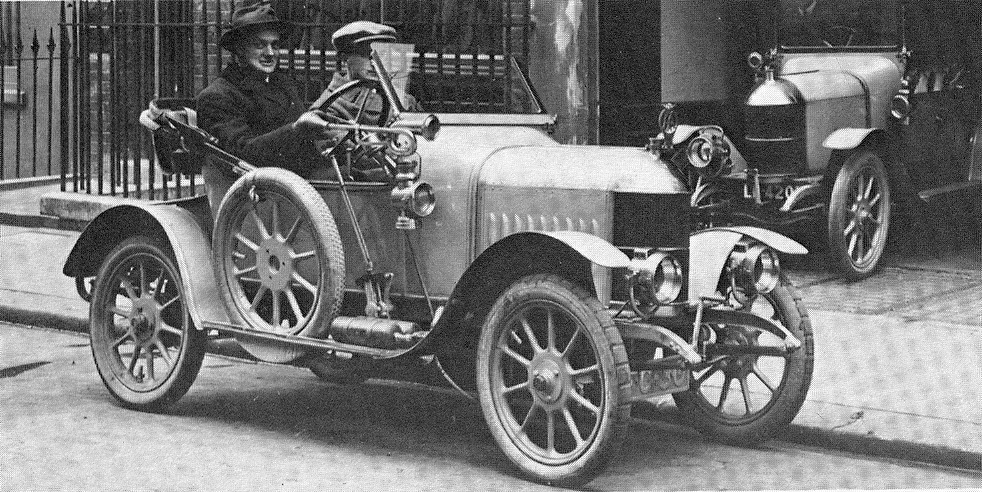
Morris Oxford "Bullnose" (1913)

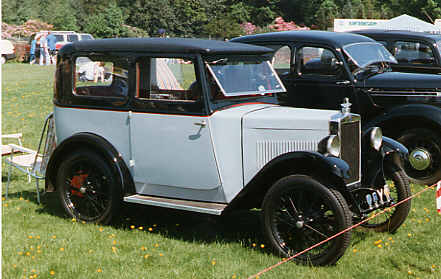
Morris Minor (1928)

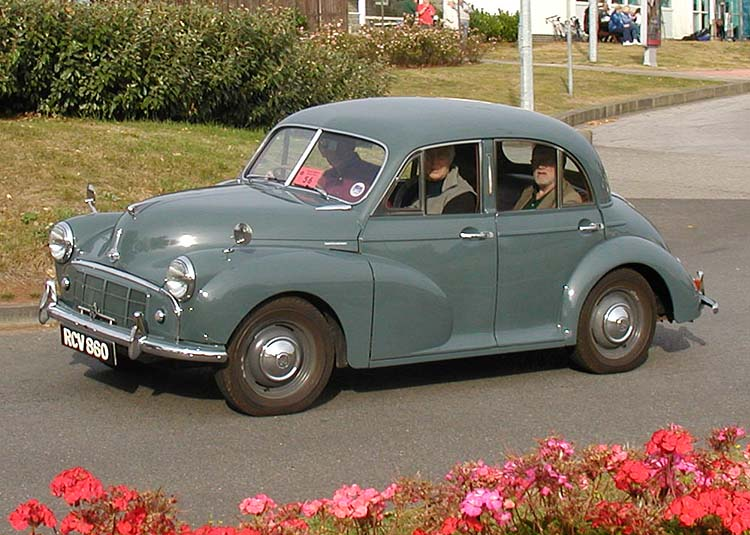
Morris Minor series 2, geïntroduceerd in 1948

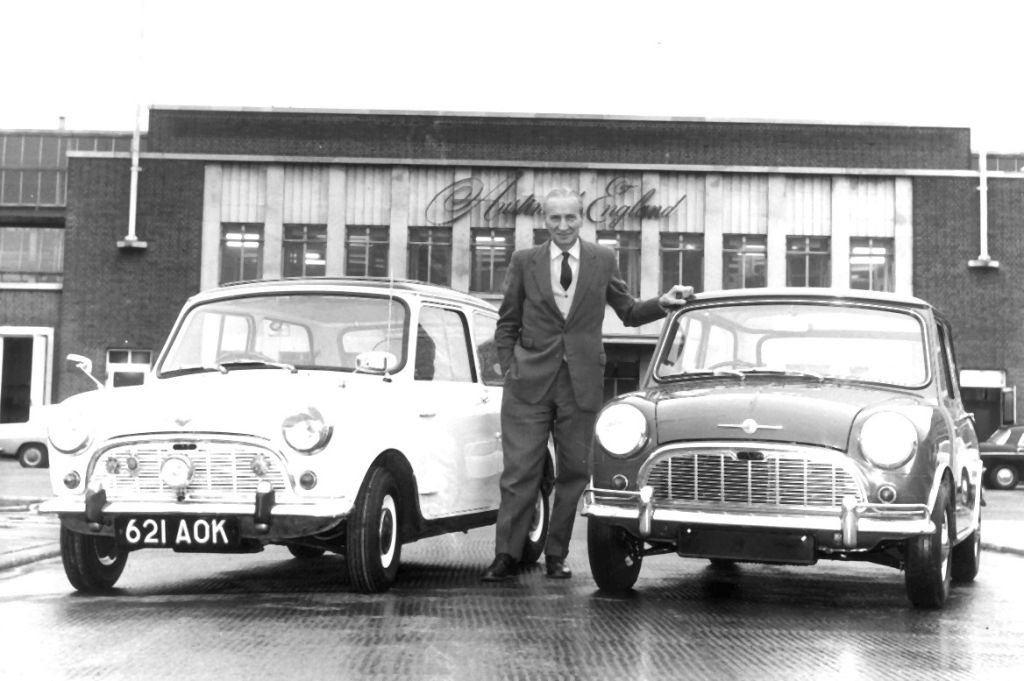
Mini's met Alec Issigonis

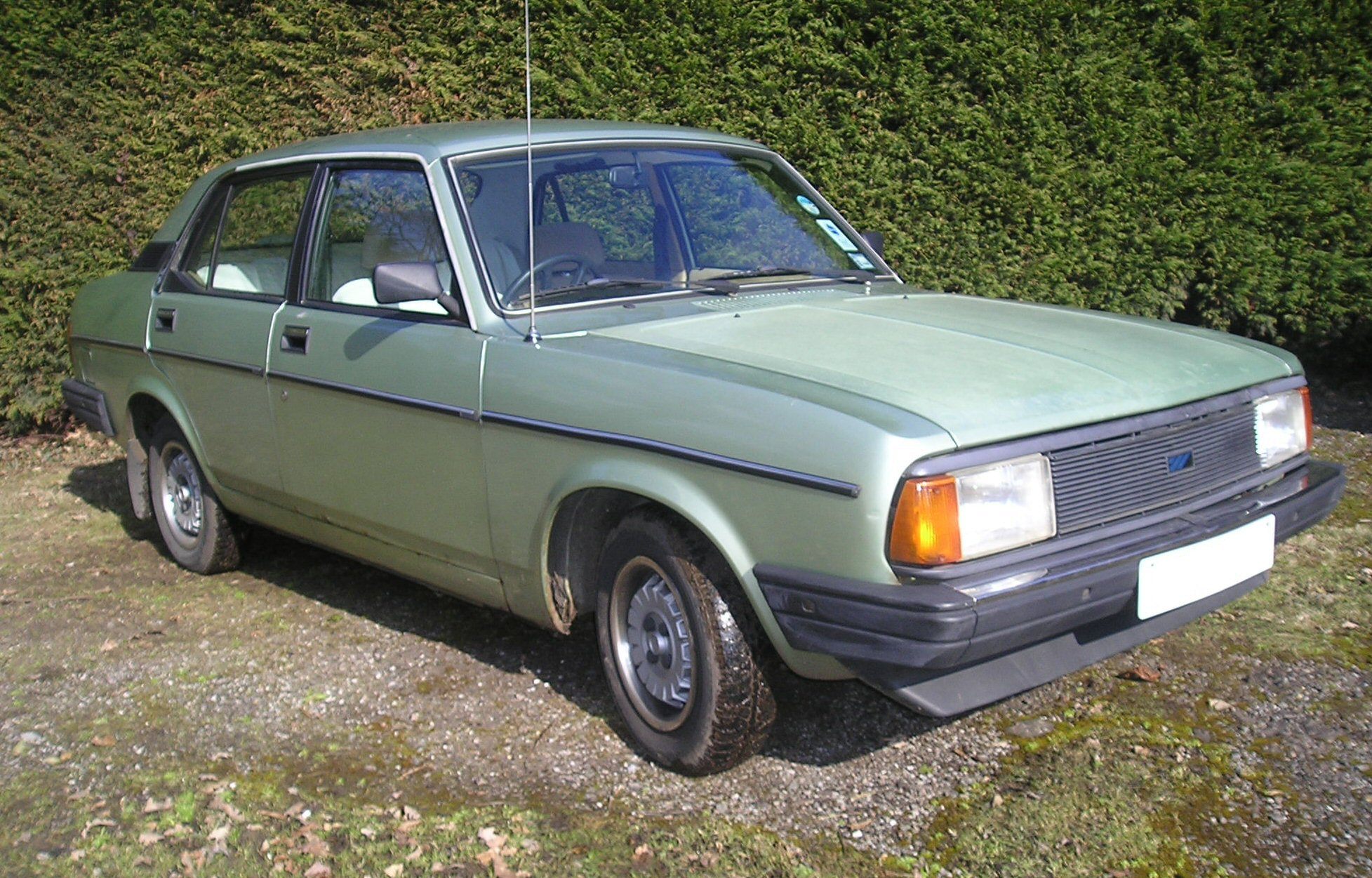
Morris Ital, de laatste Morris

De Morris was een Brits automerk, ontworpen en geproduceerd door het gelijknamige bedrijf. Dit bedrijf, opgericht door William Richard Morris (1877-1963), was in eerste instantie een fabrikant van (motor)fietsen, maar besloot in 1912 tot de oprichting van de eerste Morris-autofabriek in Oxford.

## Geschiedenis
In 1912 richtte William Morris zijn bedrijf WRM Motors Ltd op om een nieuwe personenauto te maken. Hij had veel ervaring als automonteur en gebruikte deze kennis voor de bouw van een kleine auto met componenten die hij bij gespecialiseerde bedrijven inkocht. Zijn eerste voertuig was een Morris Oxford, een tweezitter met een motor van White & Poppe. In 1914 werd een coupé versie en een bestelwagen aan het assortiment toegevoegd. Hier werd een Amerikaanse Continental benzinemotor met een cilinderinhoud van 1548-cc in geplaatst, ook de versnellingsbak en assen kwamen uit de Verenigde Staten.
Na de Eerste Wereldoorlog was de Continental-motor niet langer beschikbaar, Morris ging Hotchkiss motoren gebruiken. Deze Franse fabrikant had in Coventry een motorenfabriek geopend tijdens de oorlog. Deze motor werd gebruikt in de nieuwere versies van de Morris Cowley en Oxford. In de volksmond kreeg de Oxford als bijnaam "Bullnose" en de Cowley "Flatnose" vanwege het karakteristieke uiterlijk van de voorkant. Morris was zeer succesvol met zijn kwalitatief goede en betaalbare auto's. In 1924 was Morris de grootste autofabrikant van het land, met een marktaandeel van 51% en was zeer winstgevend.
In 1923 nam hij de motorenfabriek van Hotchkiss over en dit werd later Morris Engines. Cecile Kimber, hoofd van Morris Garages in Oxford, begon in 1924 met het maken van sportieve versies van Morris-auto's en noemde ze MG, de afkorting van Morris Garages. Het jaar daarvoor werd een toeleverancier overgenomen en dit vormde de basis voor Morris Commercial Cars.
In 1928 rolde de eerste van de Morris Minor van de band, een gesloten saloon voor de kleine man, compact van buiten, comfortabel van binnen en zuinig in het gebruik. Leonard Lord was de ontwerper van de Minor. De Minor kreeg een 847 cc-motor die door Wolseley Motor Company was ontwikkeld en na en faillissement in 1927 door Morris was overgenomen. Na de oorlog zou er een tweede ontwerp Minor volgen. In 1929 volgde de Morris Midget M, een verkoopsucces.
In 1932 werd Leonard Lord de hoogste baas van Morris Motors. Hij introduceerde moderne productietechnieken, een bewegende assemblagelijn en creëerde de grootste geïntegreerde autofabriek van Europa. William Morris en Lord kregen echter ruzie in in 1936 vertrok Lord naar de grote concurrent van Morris, de Austin Motor Company. In 1932 kwam Morris op de markt met de stijlvolle, typisch Engelse Cowley Fixed Head Saloon.
William Morris bracht op 1 juli 1935 zijn belangen in Wolseley en MG onder bij Morris Motors. De eerste twee bedrijven waren nog in privé eigendom, maar hij bracht ze in bij Morris Motors in ruil voor aandelen. In 1936 volgde een vergelijkbare verkoop van Morris Commercial aan Morris Motors. Riley werd in 1938 toegevoegd aan Morris Motors.
In 1936 verraste Morris de automobielwereld met de MG TA Midget Twoseater, een creatie van Kimber. Omdat Kimber verzot was op achthoeken, versierde hij zijn schepping te pas en te onpas met achthoekjes, van de radiateurdop tot de knoppen op het dashboard.
Tijdens de Tweede Wereldoorlog lag de productie van personenwagens stil. De fabrieken werden gebruikt voor de oorlogsindustrie. Gedurende de jaren dertig en veertig werden er voornamelijk degelijke familieauto's gefabriceerd. De bekendste hiervan was de Morris Minor die voor het eerst in 1948 op de markt verscheen. Het was een ontwerp van Alec Issigonis.
In 1952 fuseerde Morris met zijn oude rivaal Austin en zij vormden zo de British Motor Corporation. BMC zou laten fuseren tot British Leyland, die in 1979 flink hervormen moest. Een duur model uit het jaar 1955 is de Morris MG A, een sportwagen, die men veel later ook nog wel aan zou treffen. De Morris 850 kwam in 1959 in productie. Deze vooral in rally's beroemd geworden minicar is eveneens een ontwerp van Issigonis. Onder BMC en British Leyland gingen de diverse merken steeds meer op elkaar lijken. De verschillen werden kleiner en kleiner waardoor uiteindelijk de noodzaak verdween om de diverse merken te handhaven. In 1980 verdween de merknaam MG en al eerder waren Riley en Wolseley gestaakt. De Morris Ital, een modernere versie van de Morris Marina, was de laatste auto die de merknaam Morris zou dragen. De merknaam Morris verdween definitief in 1984.

## Nederlandse en Belgische productie
De firma J.J. Molenaar uit Amersfoort was sinds het begin van de jaren dertig van de twintigste eeuw de importeur van Morris en MG in Nederland, en later vanaf begin jaren zestig ook die van Innocenti en Ferrari. In 1949 begon Molenaar met de assemblage van o.a. de Morris Minor en de Morris Oxford en vanaf 1959 met de Morris 850 (Mini). Vanaf de Oxford werden alle modellen ook voorzien van Austin-badges en aangepast front, en verkocht aan de Nederlandse Austin-importeur, Stokvis. De Morris personenautoassemblage liep tot 1966, de bestelwagen J2 nog tot 1968. In 1973 werd de Innocenti Mini Cooper ook in Nederland geassembleerd, te herkennen aan een "export"-badge aan de zijkant. Dit werd gedaan tot 1975.
In het Belgische Seneffe werden ook Morris auto's geassembleerd en wel van 1965 tot 1981. Ook een speciale serie Mini's werd hier gebouwd, de 1100 Special.

## Modellen door de jaren heen
- Morris Oxford ("Bullnose", 1913-1926),
- Morris Cowley ("Flatnose", 1926-1931),
- Morris Isis (1930),
- Morris Minor (1929-1934),
- Morris Major (1932-1933),
- Morris Cowley (1932-1933),
- Morris Ten-Four (1933-1935),
- Morris Twenty-Five (1933-1935),
- Morris Cowley-Six/Fifteen-Six (1934-1935),
- Morris Cowley/Twelfe-Four (1934-1935),
- Morris Oxford Six/Sixteen/Twenty (1934-1935),
- Morris Ten-Six (1934-1935),
- Morris Ten-Six Special (1934-1935),
- Morris Eight Pre-Series/Series 1 (1935-1937),
- Morris Fourteen/Sixteen/Eighteen Series II (1935-1937),
- Morris Ten-Twelve Series II (1935-1937),
- Morris Twenty-One/Twenty-Five Series II (1935-1937),
- Morris Eight Series E (1938-1948),
- Morris Eight Series II (1938),
- Morris Fourteen/Twenti-Five Series III (1938-1939),
- Morris Ten Series III (1938),
- Morris Ten Series M (1938-1948),
- Morris Minor MM Saloon (1948-1953),
- Morris Minor MM Tourer (1948-1953),
- Morris Oxford MO (1948-1954),
- Morris Minro Series II (1952-1956),
- Morris Cowley (1954-1956),
- Morris Oxford II (1954-1956),
- Morris Isis I (1955-1956),
- Morris Cowley 1500 (1956-1959),
- Morris Isis II (1956-1958),
- Morris Minor 1000 (1956-1962),
- Morris Oxford III (1956-1959),
- Morris Oxford IV (1957-1960),
- Morris Oxford V (1959-1961),
- Morris Oxford VI (1961-1971),
- Morris 1100 (1962-1971),
- Morris Minor 1000 (1962-1971),
- Morris 1800 (1966-1975),
- Morris 1300 (1967-1973),
- Morris Marina 1.3/1.8 (1972-1978),
- Morris Marina 1.8TC/GT/HL/Special (1971-1978),
- Morris 1800/1800S MKIII (1972-1975),
- Morris 2200 (BMC ADO17) (1972-1975),
- Morris 1800/2200 (18-22 Series) (1975),
- Morris Marina Diesel (1977-1980),
- Morris Marina 1.3/1.7 (1978-1980),
- Morris Ital (1980-1984)